# 吴缜
吳縝（？—？），字廷珍，四川成都人，北宋史學家。

## 生平
吳縝生平治學嚴謹，撰寫過《新唐書糾謬》二十卷和《五代史纂誤》三卷，糾正北宋歐陽修《新唐書》與《新五代史》的謬誤。吳縝專著《新唐書糾謬》一書，共舉出該書四百六十條錯誤，臚列《新五代史》謬誤兩百餘事。吴缜在《新唐书纠谬·自序》中指出该书多有“舛驳脱误”，“揆之前史，皆未有如是者”。
吴缜甚至把《新唐书》中的谬误，分列为二十门，如：“书事失实”、“事有可疑”、“自相违舛”、“年月时世差误”、“官爵姓名谬误”、“纪志表传不相符合”、“载述脱误”、“义例不明”、“先后失序”、“编次未当”……等，逐條分類。他還在《自序》中指名批评裴煜、陳薦、文同、吳申、錢藻等五位校稿者，“但循故袭常，唯务喑默”，以致於“讹文谬事，历历俱在”，“未闻有所建明 ”。
據王明清《揮麈錄》後錄卷二披露，吳氏著二書的本意，原來是要挾怨泄忿。原來嘉祐（1056年—1063年）年間，欧阳文忠诸公正要重修《唐书》。吴缜當時初登第，上書給歐陽修，願為修史效力，言甚恳切，文忠以其年少轻佻拒絕之，吴缜鞅鞅不樂而去。另一種說法是吳縝之父吳師孟被拒，為報父仇。两种说法自相矛盾，无法成立。今人陈光崇、曾贻芬认为纯属无稽之谈。
钱大昕曾批评吴缜的《新唐书纠谬》，於地理、官制、小学多有“未达”，认为吴缜所纠正者，“非无可采”，但吳本人“沾沾自喜，祗欲快其胸臆，则非忠厚长者之道”。
吳縝另著有《朱梁列传》、《杂录》，已佚。